# Mallophora campestris
Mallophora campestris är en tvåvingeart som beskrevs av Charles Howard Curran 1941. Mallophora campestris ingår i släktet Mallophora och familjen rovflugor. Inga underarter finns listade i Catalogue of Life.